# Ribera Navarra
La Ribera de Navarra o simplemente La Ribera, es una comarca natural e histórica española enclavada en el valle del Ebro que abarca el sur de la Comunidad Foral de Navarra. Geográficamente está caracterizada por ser una comarca ribereña de dicho río Ebro, y socioculturalmente por presentar rasgos distintivos comunes y compartidos con las otras dos comunidades autónomas del valle medio del Ebro: La Rioja y Aragón.

## Delimitación
El hecho de existir definiciones de la Ribera tanto en calidad de comarca natural, como de comarca histórica, la identificación de la Ribera con ciertos caracteres culturales y sociales que desbordan y superan el propio territorio ribero, así como la circunstancia de no existir actualmente una entidad político-administrativa que incluya a todos los pueblos que en el pasado formaron la comarca histórica o que en la actualidad forman la comarca natural, ha contribuido tradicionalmente a que no exista un consenso unánime sobre cuáles son los límites de La Ribera.
Aunque en los parámetros geográfico e histórico la delimitación es más clara y tiene un mayor consenso, en los sociales y culturales la adscripción o consideración de un municipio como ribero o no depende de múltiples factores de tipo económico, de localización geográfica respecto a las vías de comunicación, de dependencia en lo que a servicios administrativos se refiere de un centro urbano determinado, de estructura sociocultural de la población, de distancia de Tudela como capital ribera, etc. en los que hay cierto margen de subjetividad.
No obstante, en términos generales, parece extenderse cada vez más la aceptación de la consideración que de la Ribera hace la Zonificación Navarra 2000 al identificarla como un ámbito supracomarcal formado a su vez por tres comarcas riberas distintas (Ribera Alta, Ribera del Arga-Aragón y Comarca de Tudela).
De este modo, suele ser habitual que se aluda a la Ribera en sentido extenso como la suma de los 42 municipios de esas tres riberas, y se refiera a la Ribera en sentido restringido como a la comarca formada por Tudela y los 21 municipios de su radio de atracción inmediato (una concepción de Ribera en sentido restringido ésta que tiene visibilidad administrativa por ejemplo a nivel sanitario, siendo Tudela y esos 21 municipios los que conforman la zona básica de salud que tiene como referencia al Hospital Reina Sofía de Tudela).

### La Ribera como comarca natural

Comarcas Geográficas de Navarra. La Ribera coloreada en marrón (Ribera Estellesa marrón oscuro; Ribera Tudelana marrón claro)

Geográficamente es tradicional la división de Navarra en tres zonas: Montaña, Zona Media y Ribera, cada cual con características paisajísticas y bioclimáticas particulares.
En este marco, se considera que la Ribera, como comarca geográfica caracterizada por una topografía llana vinculada a la cuenca sedimentaria del río Ebro y un tipo de poblamiento y paisaje agrario vinculado a la cuenca mediterránea, empieza por el norte en el llamado Balcón de la Ribera, hito paisajístico este situado en el municipio de Lerín.
De este modo, y de acuerdo a esa visión tradicional forman parte de la Ribera todos los municipios situados al sur de la línea imaginaria que une de oeste a este de Navarra los municipios de Mendavia, Lerín, Mendigorría, Caparroso y Mélida, todos ellos incluidos.
Dentro de la Ribera como comarca geográfica suelen distinguirse en la actualidad dos subcomarcas llamadas Ribera Estellesa (sector occidental de la Ribera) y Ribera Tudelana (sector oriental).

### La Ribera como comarca histórica
Una vez producida la reconquista cristiana de los territorios del Valle del Ebro y la definitiva incorporación al Reino de Navarra de los territorios del distrito de Tudela, las poblaciones riberas fueron integradas en el sistema administrativo navarro de las merindades, siendo incluidas en la llamada Merindad de la Ribera con capital en Tudela.
La pertenencia de esa práctica totalidad de poblaciones riberas (únicamente Mendavia permaneció como parte de la Merindad de Estella) a una misma merindad afianzó durante más de dos siglos a nivel administrativo la particular identidad social, cultural y económica que poseían las poblaciones riberas con respecto a las del resto de Navarra posibilitando la concepción de La Ribera como auténtica comarca histórica.
En 1407 la Merindad de la Ribera sería desmembrada en el reajuste territorial que se produjo con la creación en ese año de la nueva Merindad de Olite. Ese reajuste supuso, por un lado, el desgajamiento de poblaciones como Milagro y Caparroso de la Merindad de La Ribera y su incorporación a la nueva Merindad de Olite, pero también la transferencia a la Merindad de Estella de las poblaciones del sector occidental de la primitiva merindad ribera.
Fruto de esa división del territorio ribero en merindades diferentes es que se empezaría a hablar de una subcomarca conocida como Ribera Estellesa, y de otra llamada Ribera Tudelana, siendo esta última la que quedaría integrada finalmente por Tudela y otros 23 municipios.
El hecho de que el territorio de la primitiva Merindad de la Ribera fuera reducido finalmente a Tudela y las localidades de su radio de acción inmediato provocó dos fenómenos paradójicos.
Por un lado, para evitar lo improcedente de seguir utilizando el nombre de 'La Ribera' para una merindad que ya no abarcaba a la Ribera original, se fue postergando dicho término y prefiriendo denominar directamente como Merindad de Tudela a la heredera de la primitiva Merindad de la Ribera (el término La Ribera sólo volvería a tener utilización administrativa hasta el siglo XX, permaneciendo hasta entonces como concepto de comarca natural, histórica y cultural).
Por otro, debido además a la pujanza demográfica que en siglos venideros alcanzaría la ciudad de Tudela, se extendería la consideración de que la Ribera Tudelana era La Ribera por antonomasia.

### La Ribera como comarca administrativa

Comarcalización de Navarra según la Zonificación Navarra 2000

En la actualidad el territorio de la comarca natural e histórica de La Ribera no cuenta con instituciones de gobierno y administración propias, ya que las comarcas en Navarra no están reconocidas como entidades locales.
No obstante, y a efectos tanto de la planificación de la prestación de servicios administrativos, como del planeamiento del desarrollo territorial, la Diputación Foral de Navarra promovió en la década de 1980 el diseño de la llamada Zonificación Navarra 2000 que comarcaliza el territorio navarro según criterios socioeconómicos, siendo utilizada en la actualidad esta división comarcal oficialmente tanto por parte de la administración autonómica, como de la administración nacional.
De este modo, la comarcalización incluida en esta Zonificación Navarra 2000 reconoce la existencia de tres comarcas riberas: la Ribera del Alto Ebro, la Ribera del Arga-Aragón (ambas consideradas conjuntamente como Ribera Alta) y la Comarca de Tudela (considerada como Ribera Baja).
El área integrada por la suma de estas tres comarcas riberas de la Zonificación Navarra 2000 es casi exactamente coincidente con la de la comarca natural e histórica de La Ribera. La única variación se refiere a la exclusión de la comarca de la Ribera del Arga Aragón de los tres municipios de curso medio del Arga —Larraga, Mendigorría y Berbinzana—, considerados parte de La Ribera natural e histórica, pero hoy en día plenamente insertados socioeconómicamente en la Comarca de Tafalla dentro de la Zona Media Oriental; y la inclusión a cambio en dicha Ribera del Arga-Aragón de los municipios de Santacara, Murillo el Cuende y Murillo el Fruto, tradicionalmente no incluidos en la comarca natural e histórica de La Ribera, pero cultural y socialmente muy vinculados a la misma.
El uso oficial que se ha hecho de esta Zonificación Navarra 2000 ha contribuido notablemente a que se haya extendido hoy en día la consideración de que La Ribera, a partir de su concepción como la suma de las tres comarcas definidas en Navarra 2000, está formada por 42 municipios que son hogar de la cuarta parte de la población de Navarra. Esta es la definición utilizada entre otros por el Instituto de Estadística de Navarra

#### Mancomunidades y Consorcio EDER
A pesar de la inexistencia de organismos administrativos propios para toda La Ribera, sí se cuentan en la actualidad dos mancomunidades intermunicipales que llevan en su denominación oficial el término Ribera y que están formadas por algunos ayuntamientos riberos.
Por un lado la Mancomunidad de Residuos Sólidos Urbanos de la Ribera Alta de Navarra (MRSURAN), creada con sede en Peralta en 1990, integrada por 9 municipios (Azagra, Cadreita, Falces, Funes, Marcilla, Milagro, Peralta, San Adrián y Villafranca) de las dos comarcas que la Zonificación Navarra 2000 identificó como Ribera Alta (Ribera Alta del Ebro y Ribera del Arga-Aragón) y con funciones relativas a la recogida y tratamiento de residuos.
Por otro, la Mancomunidad de La Ribera. Una entidad intermunicipal de carácter plurifuncional creada en 1989 con sede en Tudela e integrada por los 19 municipios pertenecientes a la Comarca de Tudela (Ribera Baja).

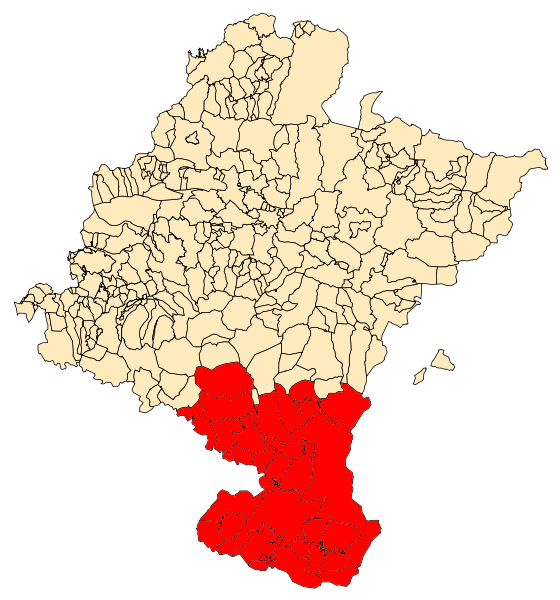
Municipios pertenecientes inicialmente al Consorcio Eder

Así mismo, en 1993 fue creado el Consorcio de Estrategias de Desarrollo de La Ribera (EDER), una entidad intermunicipal con sede en Tudela compuesta en la actualidad por 26 ayuntamientos riberos:
Ablitas, Arguedas, Azagra, Barillas, Buñuel, Cabanillas, Cadreita, Cascante, Castejón, Cintruénigo, Corella, Cortes, Falces, Fitero, Fontellas, Funes, Fustiñana, Marcilla, Milagro, Monteagudo, Peralta, Ribaforada, Tudela, Tulebras, Valtierra, Villafranca.
La creación de este consorcio vino a introducir en su momento un nuevo parámetro adicional en la delimitación administrativa comarcal de La Ribera, ya que aunque al igual que las dos mancomunidades referidas el consorcio no incluía a la totalidad de los 42 de las tres comarcas riberas, sí que se convirtió en la primera institución en estar compuesta por ayuntamientos de las tres.
Ello permitió concebir que La Ribera como comarca estaba formada por los ayuntamientos miembros del Consorcio EDER.
No obstante, la retirada del consorcio de algunos ayuntamientos inicialmente asociados hizo perder notoriedad a esta delimitación comarcal vinculada al ámbito de actuación del consorcio.

## Economía
La Ribera presenta una gran tradición y especialización en horticultura: uva, aceituna, alcachofa, espárrago, lechuga, cogollos de lechuga, tomates, pimientos del piquillo, etc.
El vino de la Ribera pertenece a la Denominación de Origen Navarra, si bien algún municipio de la comarca puede acogerse a la Denominación de Origen Calificada Rioja.
En cuanto a la industria se centra en las fábricas de la alimentación y bebidas,  (principalmente la elaboración de conservas, congelados y vino) y otras ramas manufactureras de media y baja intensidad tecnológica, como maquinaria y equipo mecánico, productos minerales, transformados metálicos, y, aunque en notable declive en los últimos años, confección.
En años recientes se observa un notable dinamismo en las inversiones del sector de energía, destacando el funcionamiento de dos centrales eléctricas de ciclo combinado y varios parques de energía eólica y de energía solar.
Por su parte, el desarrollo es limitado en las principales ramas de servicios.
La mayor parte de su tejido productivo está constituido por pymes, y cerca de una treintena de empresas están en manos de capital extranjero. Su nivel de renta per cápita se sitúa en torno al 80% de la media navarra y ligeramente por encima del promedio español. En los últimos años se ha producido un crecimiento demográfico de cierta intensidad, basado en la inmigración de trabajadores extranjeros no cualificados.
En la actualidad la Ribera cuenta con diferentes proyectos que podrían servir para apuntalar su crecimiento económico en los próximos años y reforzar la posición de Tudela como centro de servicios en la zona media del Ebro, como son el nuevo campus de la Universidad Pública de Navarra en Tudela, el Área Logística Intermodal (anexa a la Ciudad Agroalimentaria), la construcción del ramal Medinaceli-Soria y Soria-Tudela de la autovía A-15, y los servicios ferroviarios de alta velocidad.

## Idioma
El idioma propio de la Ribera es el castellano, y la totalidad del territorio ribero está incluida en la zona no vascófona de la Ley Foral del Euskera, siendo por ello el castellano la única lengua oficial en la Ribera.
Es tema discutido por la lingüística histórica el alcance que tuvieron las lenguas prerromanas en el actual territorio de la Ribera. Parece admitido que en el territorio ribero confluyeron el límite sur del llamado protoeuskera y el límite norte del área celtíbera, no estando clara la verdadera extensión de ambas áreas. Las citas de autores clásicos como Plinio y Estrabón señalan un corrimiento de las zonas dominadas por los distintos pueblos a lo largo del paso de época republicana romana a época imperial. Así, el núcleo del que posteriormente surgiría el centro urbano romano de Cascantum (actual Cascante, y que pese a todo parece haberse ubicado junto al cerro de Santa Bárbara en Tudela) aparece referido inicialmente como "Kaiskata", topónimo de nítido carácter céltico que sugiera su adscripción al área celtíbera, para ser posteriormente incluido en las citas clásicas como una de las poblaciones dominadas por los vascones.
En cualquier caso, la Ribera sufrió en época imperial una profunda romanización que hace suponer que a la caída del poder romano y el comienzo de la Alta Edad Media el latín fuera la única lengua hablada en el territorio, de la que posteriormente derivarían las hablas mozárabes que convivirían con el árabe durante los siglos VIII al XII en los que la Ribera formó parte de Al-Ándalus. De esta manera, se considera que al momento de la reconquista cristiana de la Ribera, producida entre los siglos XI y XII, los idiomas hablados por la población del territorio eran precisamente los aludidos árabe y hablas mozárabes, situándose además el norte de la Ribera en el límite sur del área de extensión del euskera. Producida la reconquista, tales lenguas empezaron un retroceso inmediato en beneficio del navarroaragonés, idioma que a su vez se vería posteriormente desplazado por el castellano en un proceso iniciado en el siglo XV y que ocasionó que para el siglo XVIII el castellano fuera ya la única lengua hablada en territorio ribero.
La toponimia es deudora de la historia lingüística del territorio, derivando la mayor parte de los topónimos riberos del navarroaragonés y del castellano. Existen, sin embargo varias huellas de toponimia árabe (como Azagra), así como euskérica (Landazuría o Pisquerra). La presencia de estas últimas, así como de algunas palabras de léxico euskérico presentes en el habla ribera, es explicada tanto por la pervivencia de vocablos euskéricos que pudieron haber sobrevivido a la época romana, a las relaciones comerciales y a la transhumancia llegada del norte de Navarra (adstrato), así como al sustrato euskérico que pervivió en el navarro-aragonés de un modo más intenso que lo que lo hizo en el castellano o el gascón traspirenaico.

## Historia
- piedra
- Edad del Bronce Celtíberos
- Edad del Hierro Celtíberos
- invasión Romana con alianza de los vascones
- Godos
- Musulmanes
- Reconquista cristiana
- Convivencia de Cristianos Musulmanes y Judíos
- Expulsión de Musulmanes y Judíos
- Conquista de Navarra en 1512 por tropas Castellano-aragonesas